# Karl Thomä

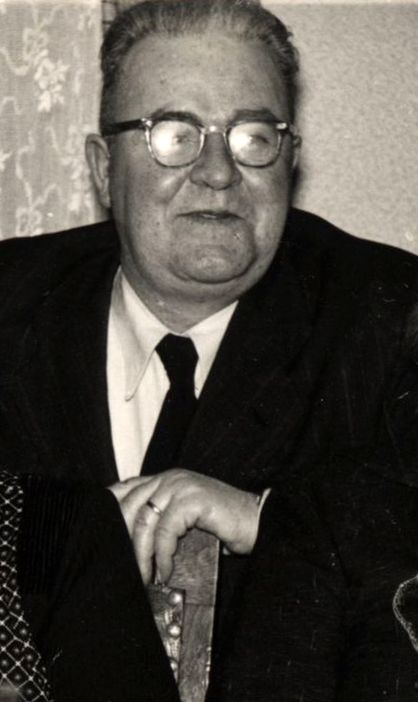
Karl Thomä

Karl Thomä (* 22. Februar 1901 in Eppingen; † 5. November 1982 ebenda) war ein deutscher Politiker und von 1948 bis 1966 Bürgermeister von Eppingen im Landkreis Heilbronn im nördlichen Baden-Württemberg.

## Familie
Er war das einzige Kind von Johann Thomä (* 19. März 1858; † 15. Juni 1941) und der Elisabeth geborene Vielhauer (* 27. September 1863; † 11. September 1926). Sein Vater war Landwirt. Karl Thomä heiratete am 2. Oktober 1926 Wilhelmine geborene Dieffenbacher (* 30. Januar 1904). Aus dieser Ehe stammen zwei Kinder: Hans Heinz Otto (* 18. Dezember 1927 in Eppingen) und Karin Gisela Wilhelmina (* 11. November 1937 in Karlsruhe; † 2. April 1944 in Heidelberg).

## Leben
Vor seiner Wahl war Karl Thomä 1. Vorstand des Sportvereins VfB Eppingen. Sein Dienstantritt lag vor der Währungsreform im Juni 1948. Beschaffung von Arbeitskleidung und Werkzeug für die städtischen Arbeiter war nur im Tausch gegen Stammholz aus dem Stadtwald möglich. Thomä war bis zu seiner Wahl als Bürgermeister kaufmännischer Angestellter.
Bei der ersten Bürgermeisterwahl nach dem Zweiten Weltkrieg am 1. Februar 1948 war der Schriftführer des SPD-Ortsvereins und SPD-Stadtrat nicht offizieller Kandidat seiner Partei. Obwohl die SPD offiziell keinen Kandidaten stellte, wurde er im ersten Wahlgang mit 1326 Stimmen zum Bürgermeister gewählt. Er setzte sich gegen zwei andere Kandidaten durch. Einer der Gegenkandidaten war der von den Alliierten 1945 eingesetzte bisherige Bürgermeister Jakob Dörr. Vorrangig war für Thomä die Beschaffung von Wohnraum für die Vertriebenen und die Beseitigung der erheblichen Kriegsschäden an vielen Häusern der Stadt. Die Einwohnerzahl hatte sich gegenüber der Vorkriegszeit verdoppelt. Als einziger Bewerber wurde Karl Thomä 1954 für weitere 12 Jahre wiedergewählt und ging nach dieser Amtszeit zum 1. März 1966 in den Ruhestand.
In seiner Amtszeit wuchs die Einwohnerschaft von Eppingen von 3500 auf 6000. 1951 wurde der erste Generalbebauungsplan der Stadt aufgestellt, in dem auch schon die neuen Baugebiete ausgewiesen wurden: Langenberg, Streckfuß und Schmiedgrund. Weitere Projekte während seiner Dienstzeit waren der Generalbebauungsplan (1951), Straßen-, Gehwegs- und Kanalbau, der Bau der Zentralkläranlage (1966), die Schulzentrumsplanung (1965) und die Ansiedlung neuer Betriebe wie Bleyle. Dazu fielen in seine Amtszeit die Elsenzkorrektur, die 2. Flurbereinigung und der Bau der Landwirtschaftsschule. Dazu wurden das Feuerwehrhaus und die Friedhofshalle neu gebaut sowie das städtische Krankenhaus modernisiert und mit einem Schwestern- und Ärztehausneubau versehen. Thomä verantwortete auch den Festplatz Talstraße, das Heimatmuseum Alte Universität, das Waldstadion und die Tagungsstätte Otilienberg. Daneben fiel die Wiederherstellung des jüdischen Friedhofs in Eppingen in seine Amtszeit.
In der Amtszeit Karl Thomäs stieg das Gewerbesteueraufkommen von 50.000 DM 1948 auf 1,2 Mio. DM im Jahr 1966. Der Haushalt der Stadt Eppingen entwickelte sich von 475.000 RM im Jahr 1939 über 703.000 DM im Jahr 1950 auf 1.756.000 DM im Jahr 1965.
Karl Thomä war von 1953 bis 1972 Mitglied des Kreistages für den Landkreis Sinsheim.

### Bücher
- Karl Diefenbacher: Ortssippenbuch Eppingen im Kraichgau. Interessengemeinschaft Badischer Ortssippenbücher, Lahr-Dinglingen 1984 (Deutsche Ortssippenbücher, Reihe A. Band 109) (Badische Ortssippenbücher. Band 52).
- Reinhard Ihle: 100 Jahre Sozialdemokraten in Eppingen. 1891–1991. Eppingen 1991, S. 43–44
- Manfred Staub: Die vier Bürgermeister nach dem Zweiten Weltkrieg. In: Das neue Eppingen. 1945–1980. Stadt Eppingen, Eppingen 1980, S. 30–34

### Zeitungsartikel
- Heimattag Eppingen 1950, Der Willkommensgruß des Bürgermeisters der Stadt Eppingen (auch als Verkehrsvereinsvorsitzender). In: Eppinger Zeitung, 8. Juli 1950, S. 1
- Eindrücke über eine Studienfahrt für kommunalpolitisch Tätige nach den USA – von Bürgermeister Karl Thomä. In: Eppinger Zeitung, 9. Juni 1965, S. 4
- Feierliche Gemeinderatssitzung im Schwanensaal, mit Verabschiedung von Bürgermeister Karl Thomä und Verpflichtung von Bürgermeister Rüdiger Peuckert. In: Eppinger Stadtanzeiger, 2. März 1966, S. 3
- BM Thomä in den Ruhestand getreten, 18 Jahre im Dienst der Stadt Eppingen – Wesentlichen Anteil am Aufbauwerk nach dem Kriege. In: Rhein-Neckar-Zeitung, 2. März 1966
- BM Peuckert in Eppingen eingeführt. In: Rhein-Neckar-Zeitung, 3. März 1966, S. 3
- Altbürgermeister Thomä zum 70. Geburtstag. In: Rhein-Neckar-Zeitung, 22. Febr. 1971, S. 3
- „Männer der ersten Stunde“ (K. Thomä in der Nachkriegszeit). In: Rhein-Neckar-Zeitung, 7. Aug. 1974, S. 3
- Bei seinem Dienstantritt war das Geld wenig wert, Altbürgermeister Karl Thomä wird 75, Immer das Ohr am Volke. In: Rhein-Neckar-Zeitung, 21. Feb. 1976, S. 19
- Glückwünsche und Ehrengaben – Goldene Hochzeit. In: Rhein-Neckar-Zeitung, 6. Okt. 1976, S. 4
- Bürgermeister a. D. Karl Thomä wird am 22. Februar 80 Jahre. In: Eppinger Stadtanzeiger, 20. Febr. 1981, S. 2
- Für Eppingen große Aufbauarbeit geleistet, Altbürgermeister Karl Thomä ist tot / Von 1948 bis 1966 die Geschicke der Stadt geleitet. In: Eppinger Zeitung, 6. Nov. 1982, S. 21
- Ke: Alt-Bürgermeister Karl Thomä tot. Bild Eppingens mitgeprägt. In: Rhein-Neckar-Zeitung vom 6. November 1982, S. 4
- Altbürgermeister Karl Thomä am 5. November verstorben. In: Eppinger Stadtanzeiger, 12. Nov. 1982, S. 2
- Fritz Luz: Für Eppingen große Aufbauarbeit geleistet. In: Heilbronner Stimme vom 6. November 1982
- 5 Todesanzeigen für Karl Thomä von der Familie, dem Gemeinderat Eppingen und BM Pretz, VFB Eppingen, SPD-Ortsverein Eppingen, Freiwillige Feuerwehr Eppingen in der Eppinger Zeitung, 9. Nov. 1982, S. 17
- Den Bürgern menschenwürdiges Leben ermöglicht, Eppingen nahm Abschied vom früheren Stadtoberhaupt Karl Thomä / Große Trauergemeinde. In: Eppinger Zeitung, 12. Nov. 1982
- Danksagung der Familie anlässlich des Todes von K. Thomä. In: Eppinger Zeitung, 27. Nov. 1982, S. 23
- „Eppigonien“ als Hochburg des Faschings – Faschingsumzüge 1950/1 (in der Reihe: die 50er Jahre in der Region Heilbronn von Uwe Jacobi). In: Heilbronner Stimme, 16. Feb. 2002, S. 28

| Personendaten    | Personendaten                                                 |
| ---------------- | ------------------------------------------------------------- |
| NAME             | Thomä, Karl                                                   |
| KURZBESCHREIBUNG | deutscher Kommunalpolitiker (SPD), Bürgermeister von Eppingen |
| GEBURTSDATUM     | 22. Februar 1901                                              |
| GEBURTSORT       | Eppingen                                                      |
| STERBEDATUM      | 5. November 1982                                              |
| STERBEORT        | Eppingen                                                      |